# 540年代
| 千纪： | 1千纪                                                                                  |
| 世纪： | 5世纪 \| 6世纪 \| 7世纪                                                                |
| 年代： | 510年代 \| 520年代 \| 530年代 \| 540年代 \| 550年代 \| 560年代 \| 570年代              |
| 年份： | 540年 \| 541年 \| 542年 \| 543年 \| 544年 \| 545年 \| 546年 \| 547年 \| 548年 \| 549年 |

## 大事记
- 542年，東魏高歡攻西魏玉壁（山西稷山），不能克。
- 543年，東魏御史中丞高仲密據虎牢（河南滎陽西北）叛降西魏，西魏丞相宇文泰進軍接應，東魏丞相高歡迎擊，兵至邙山（洛陽北），會戰，西魏大敗。虎牢仍入東魏。
- 544年，東魏授高歡子高澄為大將軍。
- 545年，突厥興起西北。
- 546年，梁武帝蕭衍第三次捨身同泰寺。
- 547年，蕭衍第四次捨身同泰寺，東魏丞相高歡卒，子高澄繼任為大將軍，河南行台侯景降西魏，再降南梁。蕭淵明被東魏生擒。
- 548年，侯景叛梁，立蕭正德為梁帝，進圍台城（皇城）。
- 549年，侯景陷台城，蕭衍驾崩。子梁簡文帝蕭綱嗣位。東魏大將軍高澄為其僕蘭京所殺，弟高洋繼位。